# Hohenzell
Hohenzell är en ort och kommun i Österrike. Den ligger i distriktet Ried im Innkreis i förbundslandet Oberösterreich, 210 kilometer väster om huvudstaden Wien. 
Kommunen består av 26 orter (Ortschaften) (inom parentes invånarantal 1 januari 2024):

- Aching (69)
- Aschbrechting (28)
- Breiningsham (49)
- Breitsach (47)
- Dürnberg (38)
- Emprechting (128)
- Engersdorf (108)
- Ficht (53)
- Gadering (101)
- Gonetsreith (439)
- Hilprechting (151)
- Hohenzell (512)
- Kager (19)
- Langstadl (117)
- Leisen (25)
- Mauler (42)
- Oberham (73)
- Oberlemberg (47)
- Obermauer (16)
- Plöck (66)
- Ponner (30)
- Roith (66)
- Wanger (30)
- Willmerting (30)
- Wöging (32)
- Wötzling (21)